# Lymeon curtispinus
Lymeon curtispinus là một loài tò vò trong họ Ichneumonidae.